# Goss Moor

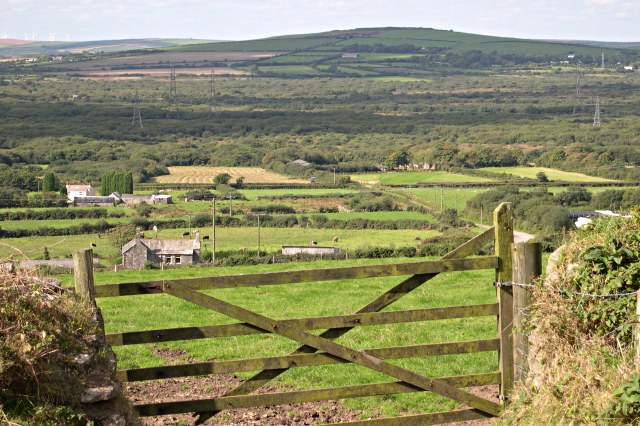
Widok na Goss Moor

Goss Moor – obszar torfowisk w Kornwalii o powierzchni 482 ha o statusie rezerwatu przyrody. Jest położony w dorzeczu rzeki Fal. Przez torfowisko przebiega linia kolejowa Atlantic Coast Line.

## Historia
na terenie torfowiska od epoki brązu wydobywano cynę. W czasach współczesnych na obszarze tym pozyskiwano żwir; jego eksploatację zakończono w 1960 r.

## Przyroda
Obszar torfowiska jest miejscem bytowania i wylęgu ptaków: lelka, potrzosa zwyczajnego, makolągwy zwyczajnej, muchołówki szarej, gila zwyczajnego i drozda śpiewaka a zimą błotniaka zbożowego i srokosza.